# Ландшафтный комплекс Чанган
Ландшафтный комплекс Чанган (вьет. Quần thể danh thắng Tràng An) — памятник природы, расположен в провинции Ниньбинь, в 100 км южнее Ханоя, во Вьетнаме. Структурно состоит из трёх охраняемых государством территорий: комплекса Чанган-Тамкок-Битьдонг, культурно-исторического комплекса «Древняя столица Хоалы» и девственного леса Хоалы. Общая площадь комплекса почти 62 км².

## Описание
Природный комплекс Чанган-Тамкок-Битьдонг располагается на площади 21 км². Представляет собой уникальную череду пещер в известняковых горах с большим количеством разноцветных сталактитов и сталагмитов, согласно трактовке ЮНЕСКО являет собой природный феномен, пространство исключительной природной красоты и эстетической важности.
Совокупно экосистема Чанган простирается на 10 километров и состоит из около 50 пещер и 30 подземных озёр. Экосистема прорезается водой реки Шаокхэ, по которой и проводятся водные экскурсии по памятнику природы. Самые известные пещеры комплекса: Шео, Наурыоу, Диалинь, Шиньзыок, Мэй, Той, Шанг и Наурыоу, Тхунгбинь.
Район Тамкок почти весь затоплен водой реки Нгозянг, которая течет среди известняковых гор через пещеры. На его территории располагаются 3 известные пещеры. Вьетнамцы называют их пещерами «Ка» («Старшая») — длина составляет 127 метров, а ширина — 20 метров, «Хай» («Вторая») — длина примерно 60 метров и «Ба» («Третья») — которая является самой короткой — 50 метров. Собственно название района «тамкок» переводится с вьетнамского как «три пещеры».
На территории комплекса в пещерах Буй и Чонг сохранились следы первобытных людей, живших, согласно исследованиям, около 5-30 тысяч лет назад.
Культурно-исторические ценности ландшафтного комплекса Чаган сосредоточены в древней столице Вьетнама Хоалы. Хоалы является первой столицей первого централизованного феодального государства, является родиной трёх вьетнамских династий: Динь, Ранняя Ле и Ли. Имеет площадь около 300 гектаров, включая внешнюю и внутреннюю крепости, и окружён горами. Следует отметить, что по истечении 10 веков, королевский дворец почти полностью разрушен, однако на его территории сохранились около 30 исторических памятников, среди которых два храма посвященные королям династии Динь и Ле. На западной окраине древней столице расположена крупнейшая во Вьетнаме пагода Байдинь. Эта пагода знаменита крупнейшей в Юго-Восточной Азии бронзовой статуей будды.

## Галерея

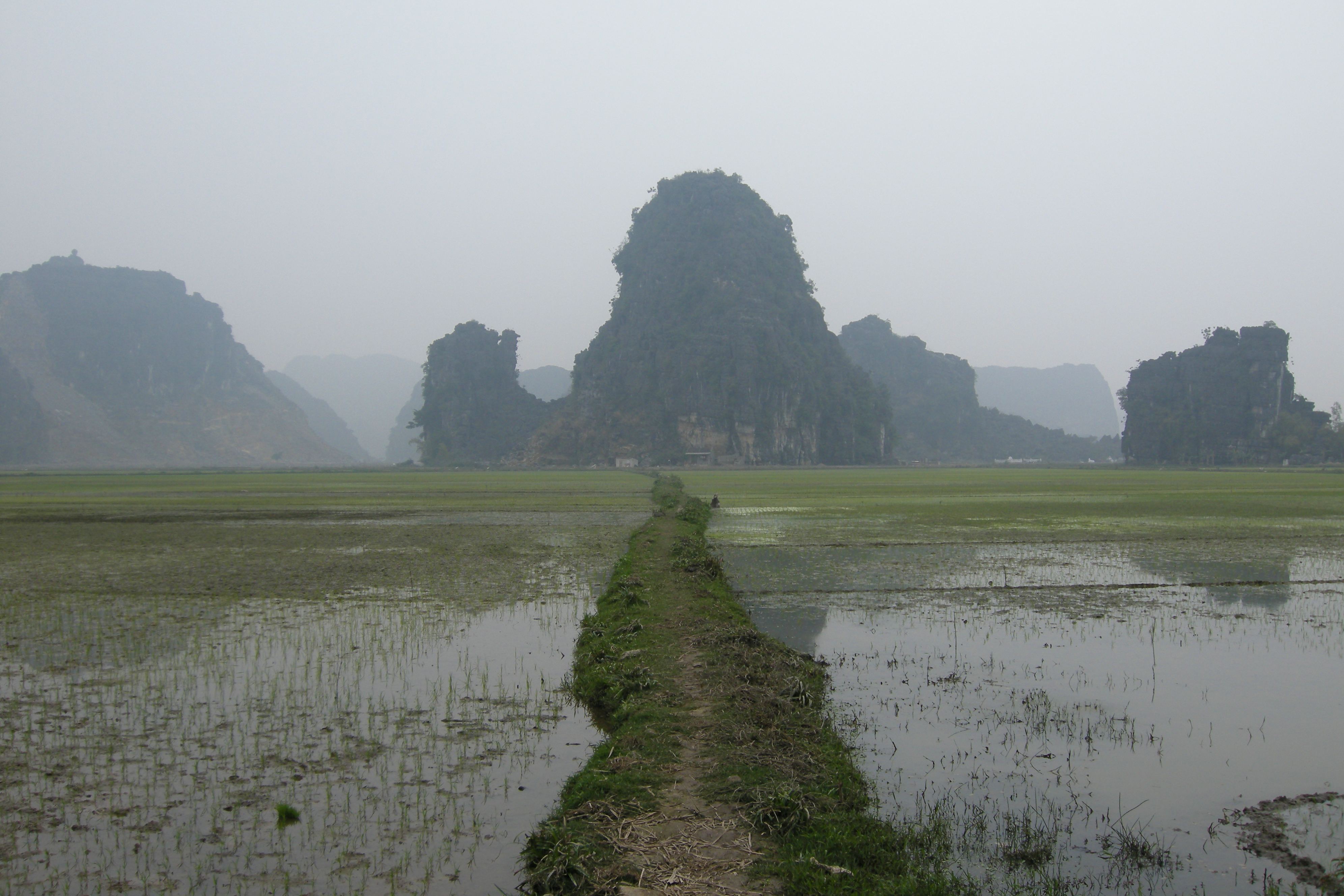
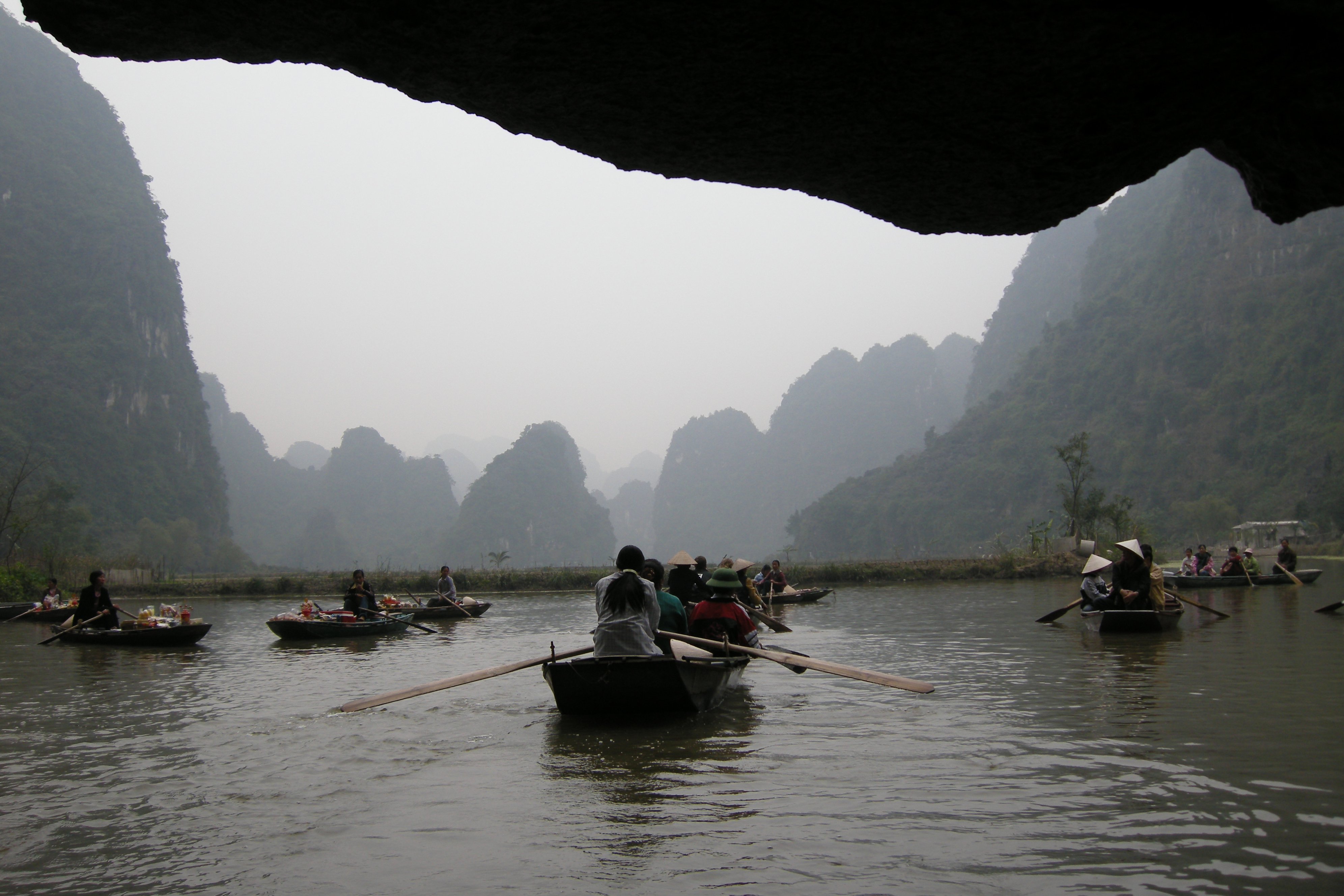
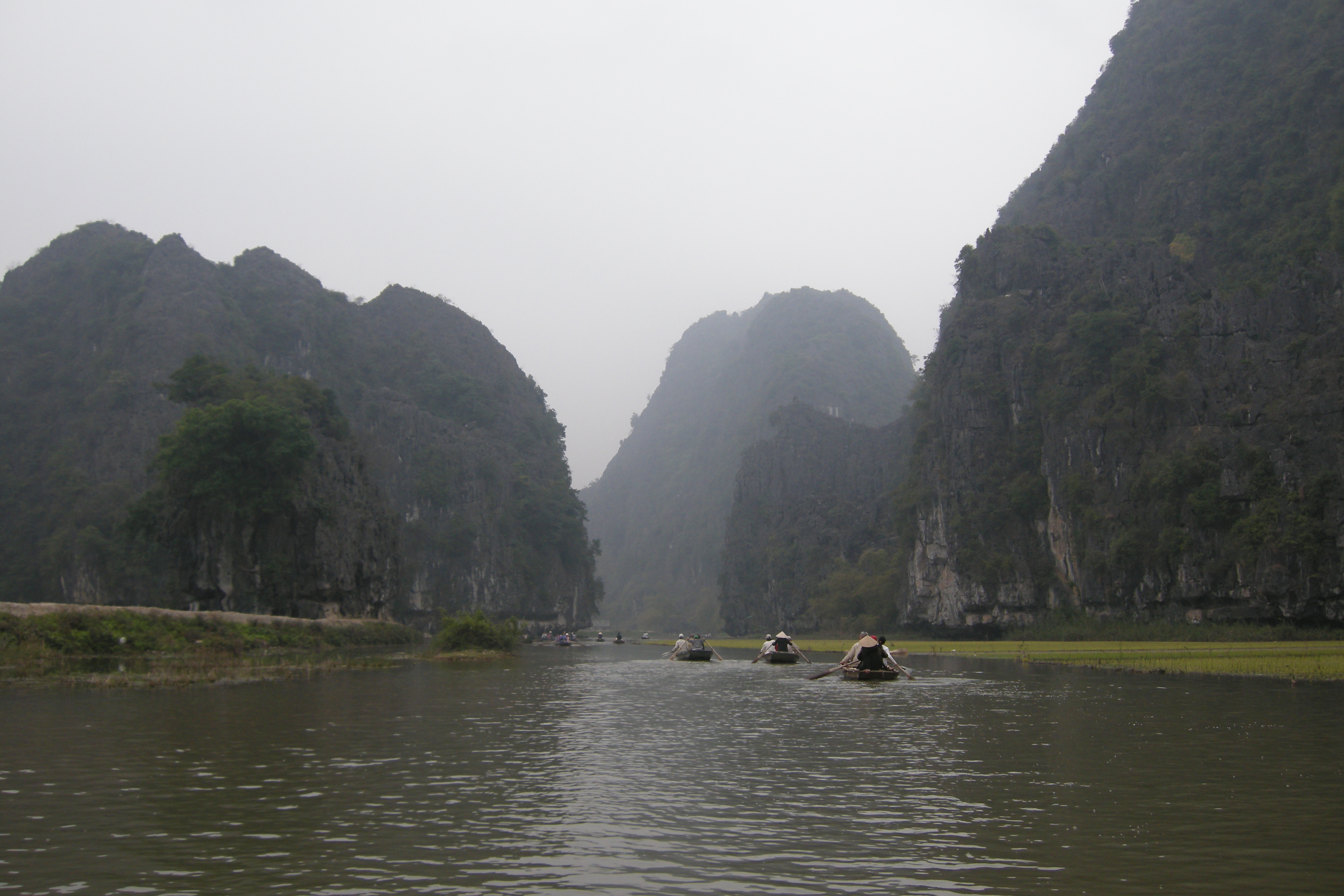
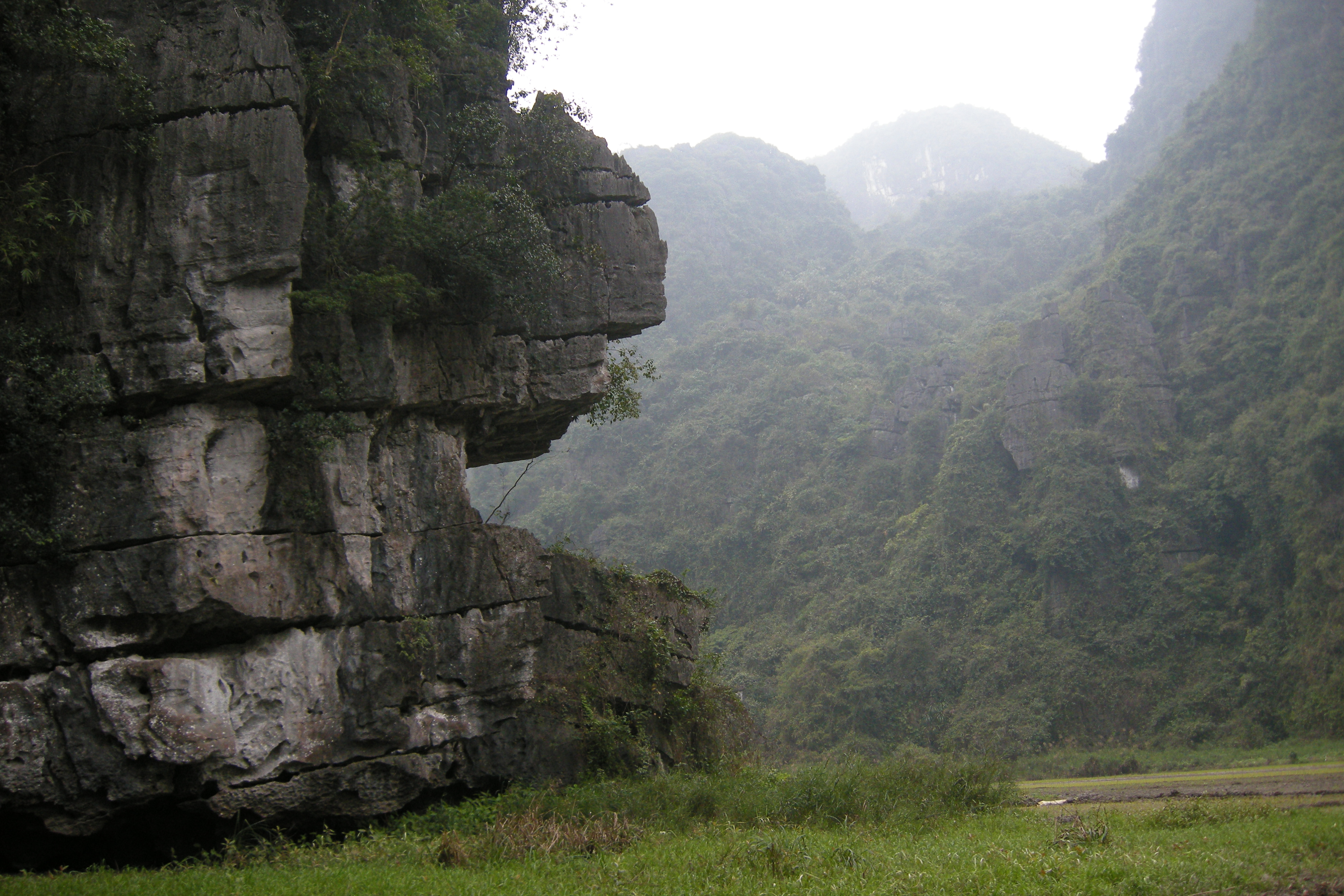
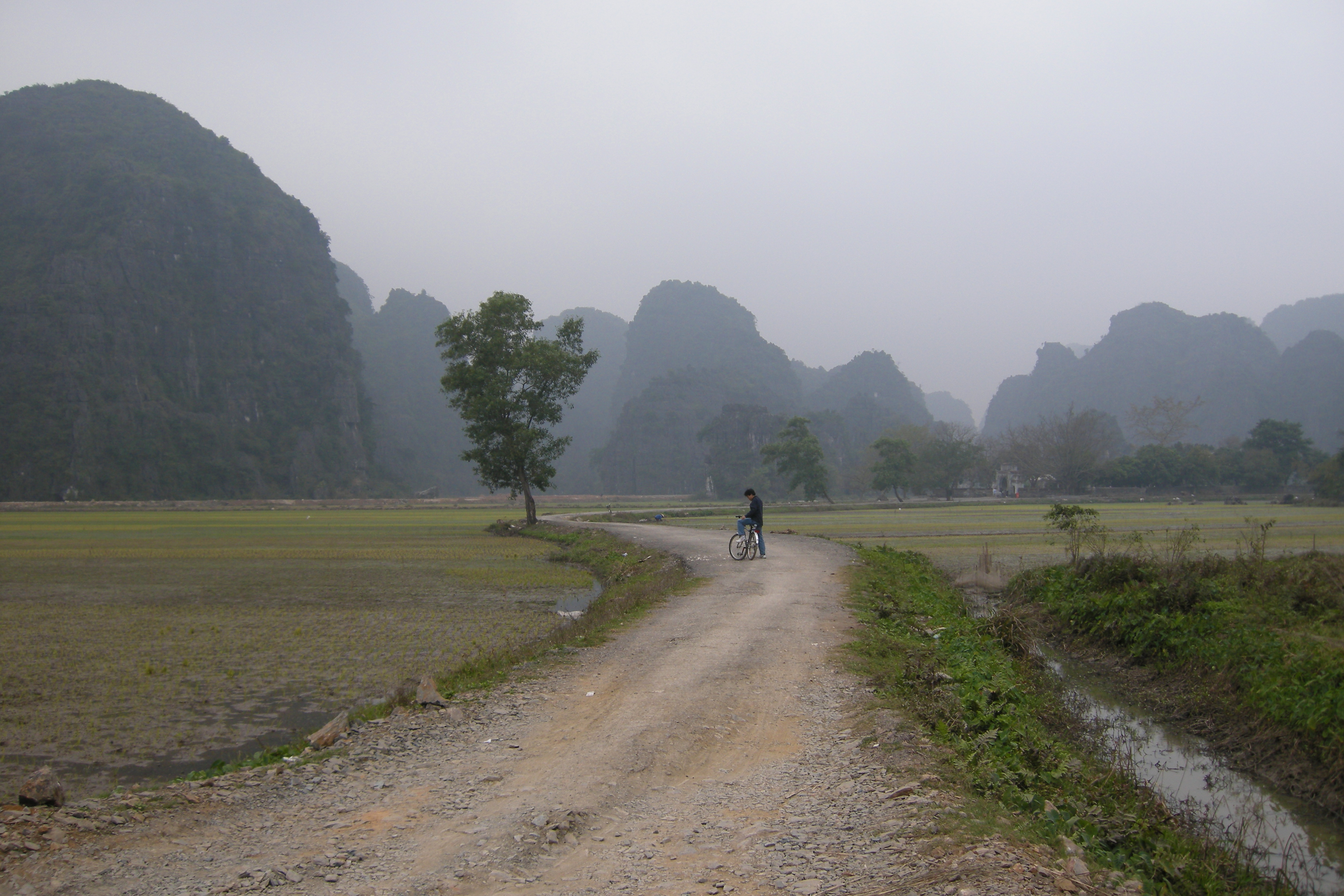
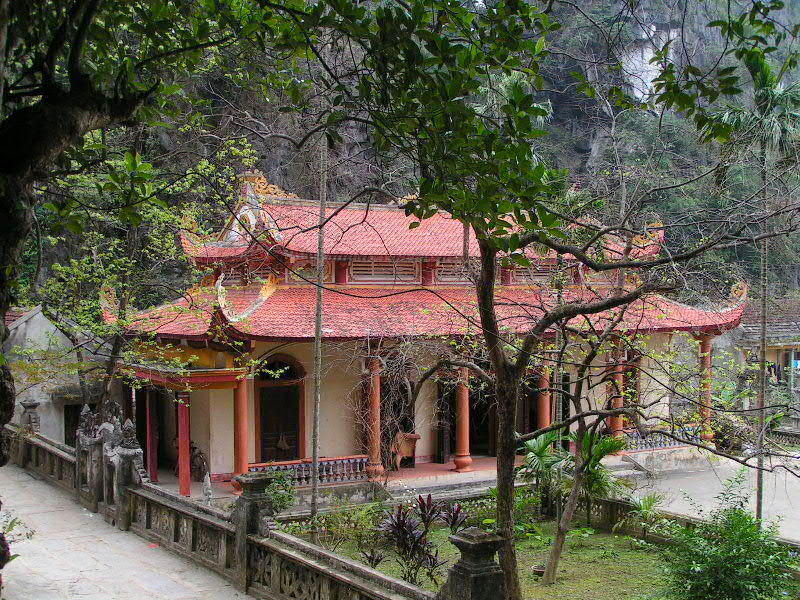
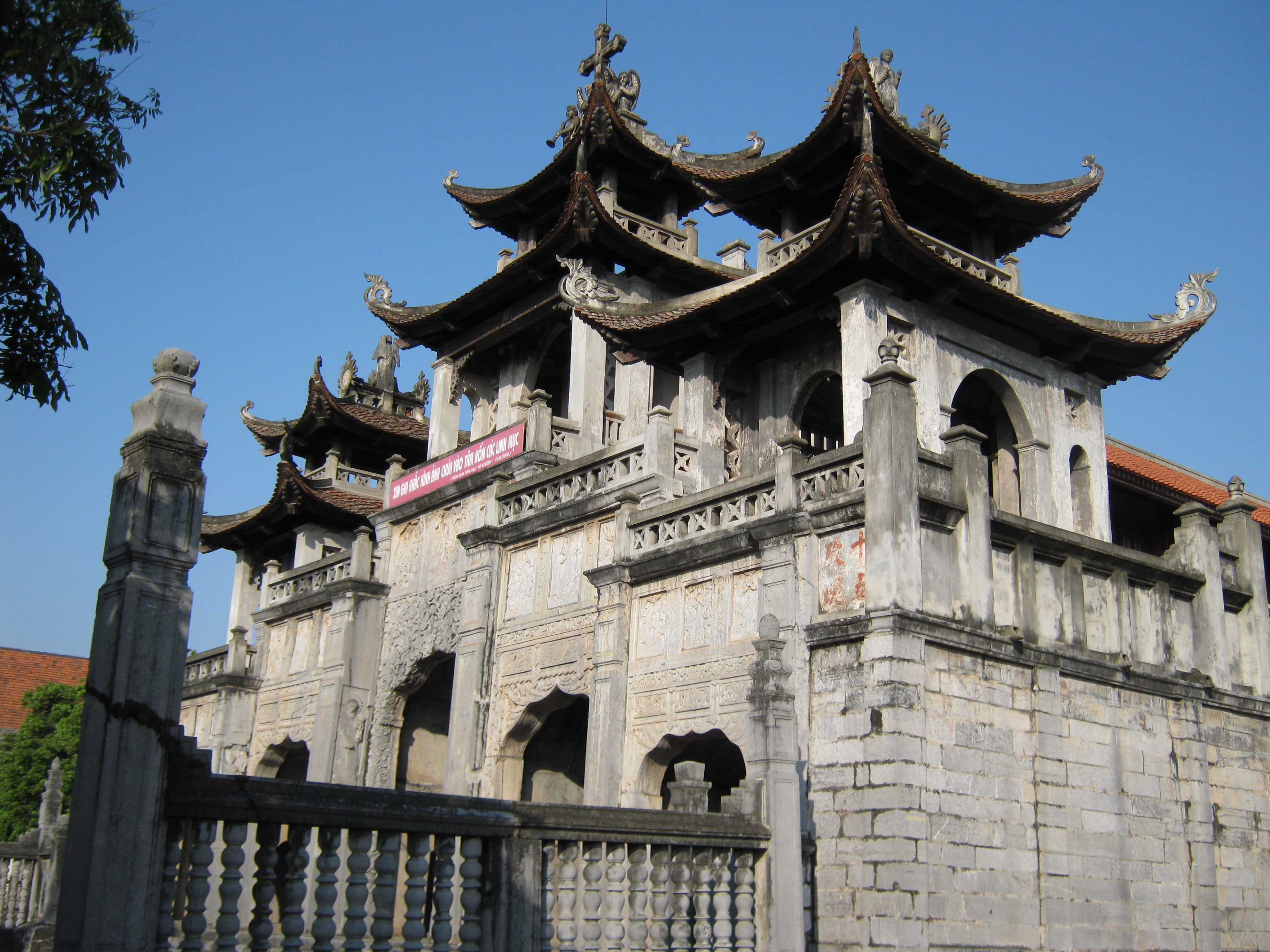
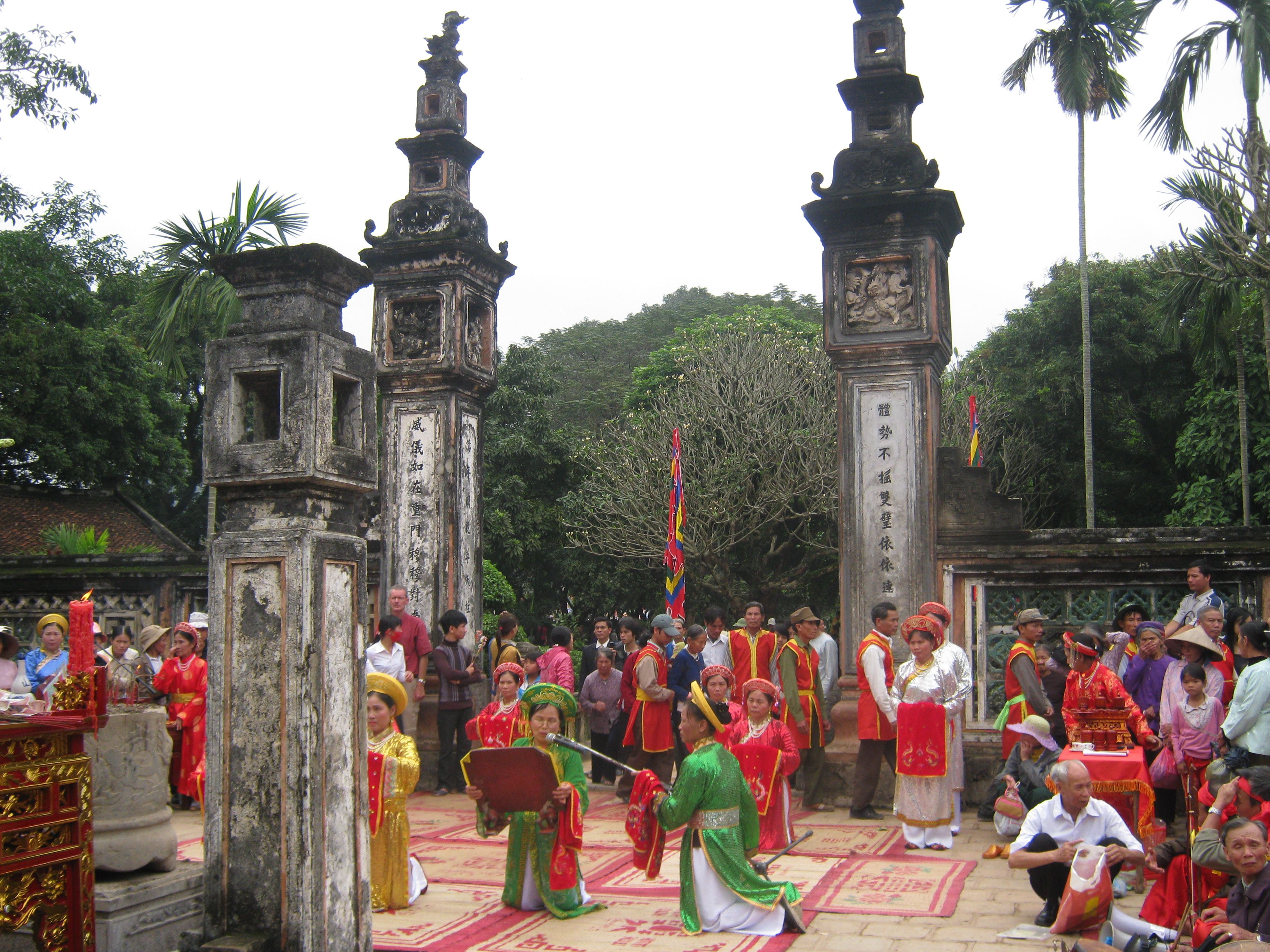
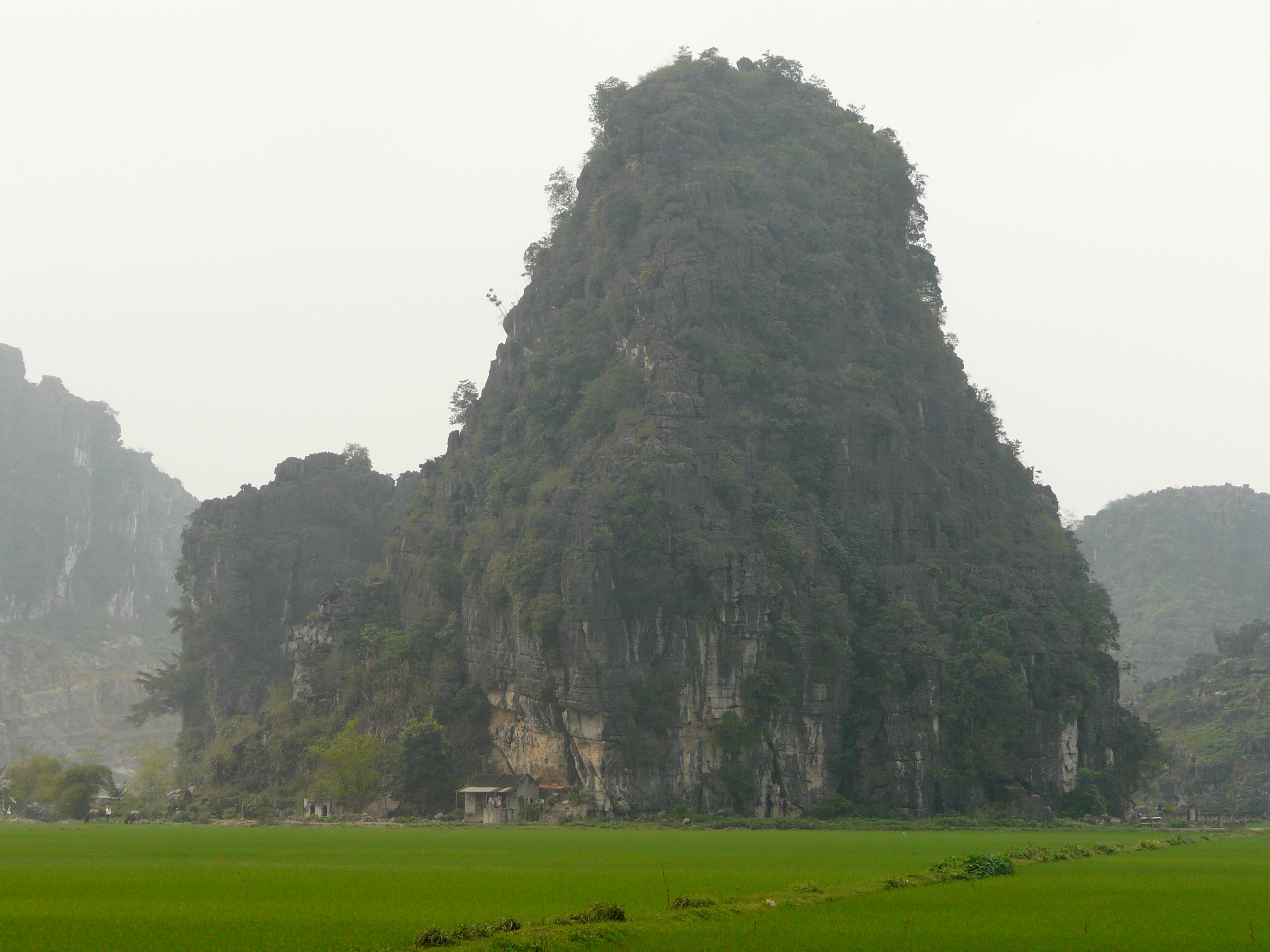